# Fes-moll
fes-moll – gama muzyczna oparta na skali molowej, której toniką jest fes. Gama fes-moll zawiera dźwięki: fes, geses, asas, heses, ces, deses, eses. Enharmonicznym odpowiednikiem fes-moll jest gama e-moll.